# René Peters
René Peters, född 15 juni 1981 är en luxemburgsk före detta fotbollsspelare, senare tränare. Han representerade Luxemburgs fotbollslandslag.
Peters gjorde mål för Luxemburgs fotbollslandslag i en kvalmatch i Kvalet till Fotbolls-VM 2010 mot Israel, matchen slutade 1-3 till Israel.